# Gordian 2.
Marcus Antonius Gordianus Sempronianus Romanus Africanus (født ca. 192, død 12. april 238), kendt som Gordian II, var romersk kejser sammen med Gordian I i året 238.

## Historie
Han var søn af sin medregent Gordian I. Han havde en søster, Antonia Gordiana, som blev moder til Gordian III.

## Ekstern henvisning
- Gordian II's mønter